# Вірш-пейзаж
"Пейзажна лірика" — умовна назва ліричного жанру, в якому йдеться про художні переживання природи, олюдненої та одухотвореної.
У різні культурно-історичні епохи вірш-пейзаж посідав не однакове місце в поезії. Був майже відсутній у добу класицизму, натомість набув особливого поширення в період романтизму.
В українській ліриці вірш-пейзаж — один із основних жанрів, зазнавав емоційної інтимізації:
Падає з дерев пожовкле листя,
День уже в обіди догорів, —
Кажуть, що вночі на передмістя
Осінь приблукала з хуторів.
В центрі вона буде завтра ранком,
Повагом вступаючи туди…
Що ж! Приходь, задумлива селянко, —
Я тебе побачити радий (Є. Плужник).
Жанр віршів-пейзажів набув широкого розповсюдження у Китаї, у рамках філософсько-естетичної концепції шань-шуй ("гори-води"). Окремим напрямком, наближенішим до людської діяльності, стала поезія тянь-юань (田園, "ниви-сади": див. Fields and Gardens poetry). Подальшу інформацію можна зокрема знайти у статті Китайська поезія періоду Тан.